# Пєтухова Катерина Іллівна
Пєтухова Катерина Іллівна (16 червня 1996) — російська стрибунка у воду.
Учасниця Олімпійських Ігор 2016 року, де в стрибках з 10-метрової вишки посіла 18-те місце.